# Baie de Tanahmerah
La baie de Tanahmerah (indonésien : Teluk Tanahmerah), "terre rouge" en malais, est une baie du nord de la Papouasie, en Indonésie, dans la régence de Jayapura, à environ 50 km au nord-ouest de la capitale provinciale de Jayapura.

## Histoire

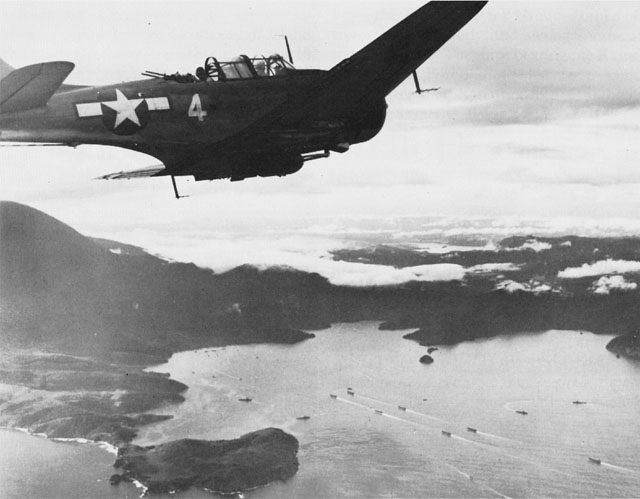
Un Douglas SBD-5 Dauntless de l'US Navy couvrant le débarquement dans la baie de Tanahmerah lors de la bataille de Hollandia

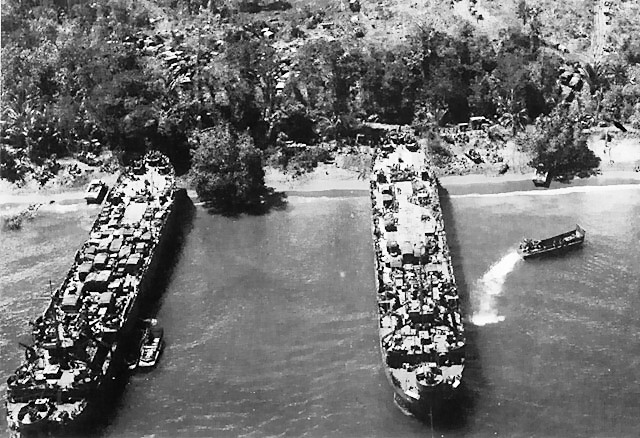
Le débarquement dans la baie de Tanahmerah

Pendant la Seconde Guerre mondiale, la région de Jayapura (alors Hollandia) était une base de l'armée et de l'aviation japonaises. Le 22 avril 1944, deux régiments de la 24e division d'infanterie américaine ont débarqué dans la baie de Tanamerah, dans le cadre de la bataille de Hollandia (Opération Reckless). Par la suite, la zone est devenue une base alliée, la base navale de Hollandia, soutenant d'autres actions dans le Pacifique Sud-Ouest et l'invasion des Philippines.
Baie de Tanahmerah